# William Patrick Mahoney junior
William Patrick Mahoney junior (* 27. November 1916 in Prescott, Arizona; † 2000) war ein US-amerikanischer Jurist, Soldat und Politiker (Demokratische Partei).

## Werdegang
William Patrick Mahoney junior, Sohn von William Patrick Mahoney senior († 1967), wurde 1916 im Yavapai County geboren. Sein Vater war Sheriff vom Mohave County und saß im Senat vom Arizona-Territorium. Seine Kindheit war vom Ersten Weltkrieg überschattet und seine Jugend von der Weltwirtschaftskrise. William Patrick Mahoney junior besuchte die Schulen in Kingman, Prescott und Winslow. Seinen Bachelor of Arts machte er 1939 und seinen Bachelor of Laws 1940 jeweils an der University of Notre Dame. Während des Zweiten Weltkrieges diente er in der US Navy. Nach dem Krieg war er als Navy Trial Judge Advocate für Kriegsverbrechen im Gebiet des Pazifischen Ozeans tätig. Während seiner Tätigkeit war er maßgeblich an der Verurteilung der japanischen Offiziere verantwortlich wegen der Exekution von 102 amerikanischen Kriegsgefangenen auf Wake Island.
Im Mai 1946 heiratete er Alice Phelan Doyle (1923–2011), Tochter von Gladys Sullivan und Richard E. Doyle. Das Paar bekam neun Kinder. Ihr erstgeborenes Kind war William P. Mahoney III. (* 18. April 1947). Unter den folgenden Kindern war der zukünftige Secretary of State von Arizona Richard D. Mahoney.
William Patrick Mahoney junior war zwei Jahre lang als stellvertretender Attorney General von Arizona tätig. Danach praktizierte er bis 1953 in seiner eigenen Anwaltspraxis. Von 1953 bis 1956 war er County Attorney vom Maricopa County. Am 21. Mai 1962 wurde er durch den Präsidenten John F. Kennedy zum US-Botschafter in Ghana ernannt. Er trat seinen Posten am 22. Juni 1962 an und bekleidete diesen bis zum 26. Mai 1965.
Nach seiner Amtszeit als US-Botschafter praktizierte er als Anwalt in Phoenix (Arizona).
Mahoney wurde 1994 in den Central Arizona Water Conservation District gewählt.